# Ilanka
Die Ilanka (deutsch Eilang) ist ein rechter Nebenfluss der Oder in der polnischen Woiwodschaft Lebus.

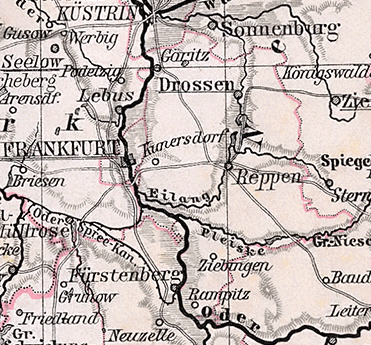
Die Eilang, rechter Nebenfluss der Oder, auf einer Landkarte von 1905

Sie entspringt drei Kilometer südöstlich von Torzym (Sternberg). Ihr weiterer Lauf geht nach Nordwesten, bis sie nach 20 km das Tal des von Ośno Lubuskie (Drossen) kommenden Lenka (Lenzebachs) erreicht und diesen aufnimmt. Dabei folgt der Fluss dem Tal dieses rechten Zuflusses und ändert seinen Lauf nach Süden und fließt durch die Stadt Rzepin (Reppen). In ihrem Unterlauf verläuft die Ilanka in westliche Richtung parallel zur Oder in deren Tal.
Bei dem Dorf Świecko (Schwetig), mündet der Fluss drei Kilometer südöstlich von Frankfurt (Oder) in die Oder (amtlicher Oder-Kilometer 578,8). Die Länge des Flusses beträgt etwa 52 km.

## Weblinks

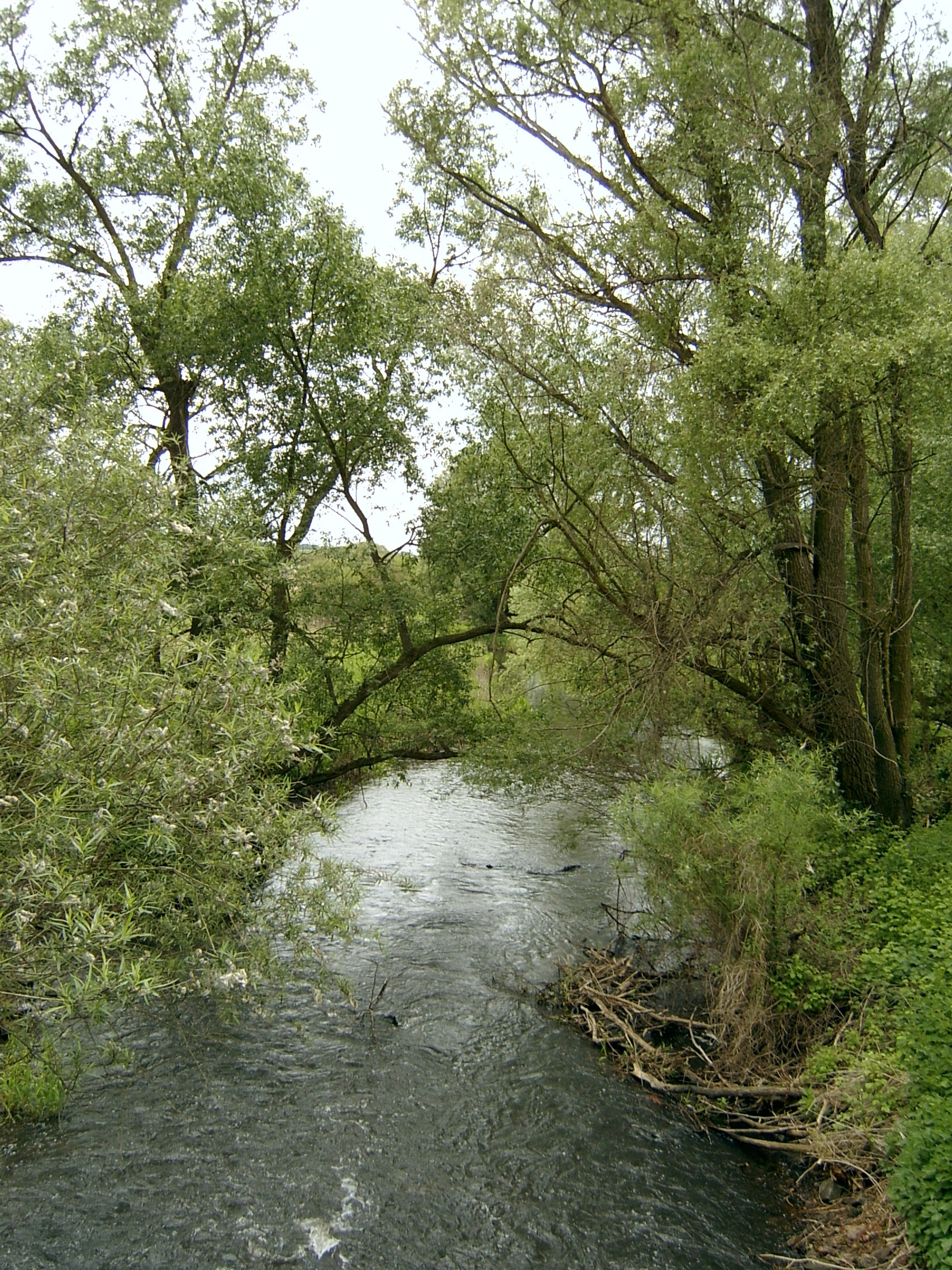
Die Eilang bei Rybocice (Reipzig).